# Madeleine-Françoise Calais
Madeleine-Françoise Calais (1713 of 1714 - fl. 1740) was een Franse tandarts. Zij was de eerste vrouwelijke tandarts die een licentie als meester-tandarts behaalde van de Chirurgische Vereniging van Parijs. 

## Leven
Ze kwam oorspronkelijk uit Parijs, Frankrijk. In 1737, toen ze drieëntwintig jaar oud was, werd ze toegelaten als leerling bij de tandarts Claude Jacquier de Géraudly uit Parijs. Ze vervolledigde haar studies in 1740.

### Carrière
In 1740 wilde ze zelfstandig als tandarts werken en vroeg daarom, op zevenentwintigjarige leeftijd, een vergunning als tandarts aan bij de Chirurgische Vereniging van Parijs. Zij slaagde netjes voor alle vereiste kennistesten en had bovendien goede aanbevelingen van haar patiënten. Toch aarzelde de Surgical Society om haar een vergunning te verlenen om tandheelkunde te beoefenen. Hoewel vrouwen in theorie niet verboden waren om het beroep van tandarts uit te oefenen, was er tot dan toe nog nooit een vergunning aan een vrouw toegekend. 
De Chirurgische Vereniging raadpleegde daarom Guillaume-François Joly de Fleury van het Parijse Parlement. Een van de parlementsleden, Pelletier, steunde haar verzoek, evenals Gabriel Bachelier, kamerdienaar van de koning, Lodewijk XV. De chirurgijn van de koning, François Gigot de la Peyronie, verzette zich aanvankelijk tegen het verzoek in een brief van 21 oktober 1740. La Peyronie heroverwoog haar verzoek echter en adviseerde uiteindelijk om het in te willigen, omdat er maar weinig beroepen waren die vrouwen mochten uitoefenen, en hardwerkende en intelligente vrouwen een wettelijke mogelijkheid moesten krijgen om zichzelf te onderhouden. 
Haar verzoek werd in 1740 ingewilligd en zij mocht haar tandartspraktijk openen. Er wordt vermeld dat zij enig succes heeft gehad, vooral onder vrouwen. 
Ze wordt vaak genoemd als de eerste vrouwelijke tandarts in Frankrijk, al zijn er voorbeelden van andere vrouwelijke genezers in het achttiende-eeuwse Frankrijk. Zo publiceerde een juffrouw De Rezé in 1719 een kort traktaat over een balsem tegen tandpijn, tandvleesontstekingen, jicht en oogaandoeningen (met een tweede uitgave in 1722), enkele jaren vóór de publicatie van Le Chirurgien Dentiste van Pierre Fauchard in 1728. Het beroep van tandarts werd echter pas in de 19e eeuw een gereguleerd medisch beroep. 